# Metodo di confronto
Il metodo di confronto è un metodo adatto a misurare resistenze di basso valore (per altri metodi vedere ohmmetro). È un metodo industriale, abbastanza veloce, anche se non molto preciso. Due resistori in serie tra di loro vengono alimentati da una fonte di tensione continua. Uno dei due resistori ha resistenza incognita (Rx) e l'altro è una resistore campione (Rc) con resistenza dello stesso ordine di grandezza di Rx. Quindi viene misurata la tensione, per mezzo di due millivoltmetri magnetoelettrici con impedenza di ingresso identica, ai capi dei due resistori.
I resistori campione sono forniti di quattro morsetti, due morsetti per alimentarli e altri due, elettricamente collegati ai precedenti, ed interni ad essi, per poterne misurare la tensione.
Nella pratica il circuito  comprende un reostato e un amperometro in serie ai due resistori con il preciso scopo di verificare che i resistori non possano essere distrutti da una corrente di valore eccessivo, ma attraversati dalla massima corrente compatibile per un corretto funzionamento.
Il valore della resistenza incognita si ricava dalla seguente formula:
Rx = Rc (Vx / Vc)
Dove con:
- Rx = Resistenza incognita
- Rc = Resistenza campione
- Vx = Tensione ai capi della resistenza incognita
- Vc = Tensione ai capi della resistenza campione

I due voltmetri,in genere, sono sostituiti da un unico voltmetro e da un commutatore. Ciò rende un po' più complessa la realizzazione del circuito, ma garantisce che l'impedenza di ingresso dei voltmetri sia identica, anche se ciò comporta alcune controindicazioni. Si effettua una misura di tensione ai capi di un resistore e poi, utilizzando un commutatore, si effettua una misura di tensione ai capi dell'altro resistore, senza mai interrompere la corrente nel circuito principale.
La maggior causa di imprecisione di questo metodo è dato dal fatto che le due tensioni misurate risentono della corrente che attraversa il voltmetro medesimo. Si può ritenere trascurabile, ai fini industriali, questa causa di imprecisione se il valore delle resistenze (Rx e Rc) sono molto più piccole dell'impedenza di ingresso del voltmetro (ed ecco che la corrente "spillata" diviene trascurabile), se le impedenze di ingresso dei voltmetri sono identiche (ed ecco il motivo per cui spessissimo il voltmetro è soltanto uno) e se anche se i valori delle resistenze Rx e Rc sono il più simili possibile (ecco il motivo per cui i due resistori devono avere i valori di resistenza dello stesso ordine di grandezza).